# Klokočevci
Klokočevci – wieś w Chorwacji, w żupanii osijecko-barańskiej, w gminie Đurđenovac. W 2011 roku liczyła 428 mieszkańców.